# 查爾斯·歐里爾
查爾斯·歐里爾（英語：Charles O'Rear，1941年11月26日—）是美国摄影师。

## 生平
他在加州索诺马县拍攝的作品《布利斯》被用作微软Windows XP操作系统的默认桌面壁纸。查爾斯·歐里爾曾為《恩波里亚公报》、《堪萨斯城星报》和《洛杉矶时报》等日报和《国家地理》杂志工作。